# Quatuor Modigliani
Pour les articles homonymes, voir Modigliani (homonymie).
Le quatuor Modigliani est un quatuor à cordes français créé à Paris en 2003.

## Historique
Le quatuor Modigliani est fondé en 2003 par quatre étudiants du Conservatoire national supérieur de musique et de danse de Paris, Philippe Bernhard (violon), Loïc Rio (violon), Laurent Marfaing (alto) et François Kieffer (violoncelle), qui y ont suivi leurs études sous la direction du quatuor Ysaÿe.
Après avoir suivi les master-classes de Walter Levin et de György Kurtag à Pro-Quartet en 2004, le quatuor Modigliani est invité en 2005 à travailler auprès du quatuor Artemis à l'université des arts de Berlin.
Le quatuor Modigliani remporte les premiers prix aux concours internationaux Frits Philips de quatuor à cordes à Eindhoven (2004), Vittorio Rimbotti de Florence (2005) et aux auditions des Jeunes artistes de concert (en) de New York (2006),.
En septembre 2005, le quatuor Modigliani crée …Quelques cercles… du compositeur Karol Beffa. En novembre 2008, le grand Prix du disque de l'Académie Charles-Cros lui est décerné pour l'enregistrement des quatuors à cordes de Haydn, ainsi que de nombreuses récompenses (album du mois dans The Strad Magazine, sélection Bayerische Rundfunk, **** Klassik.com, 5 Diapasons). En 2009, il reçoit le prix révélation du Syndicat de la critique,.
Le quatuor Modigliani se produit sur des scènes telles que le Carnegie Hall ou le Lincoln Center à New York, le Kennedy Center à Washington, le Wigmore Hall à Londres, le Concertgebouw d'Amsterdam, le Konzerthaus de Berlin, le Musikverein et le Konzerthaus de Vienne, la Philharmonie de Luxembourg, le Bozar de Bruxelles, le Théâtre des Champs-Élysées, la Cité de la musique, la Folle Journée de Nantes, la Schubertiade de Schwarzenberg, les festivals de La Roque-d'Anthéron, Rheingau, Lucerne, Bad Kissingen, Radio France-Montpellier, etc.
Le quatuor s'est produit en musique de chambre avec Sabine Meyer, Renaud Capuçon, Jean-Frédéric Neuburger, Michel Dalberto, Augustin Dumay, Henri Demarquette, Abdel Rahman El Bacha, Anne Gastinel, Gary Hoffman, Boris Berezovsky, Jean-Marc Luisada, Paul Meyer, Michel Portal, Gérard Caussé, Marie-Elisabeth Hecker, Daniel Müller-Schott et François Salque.
En septembre 2008, le quatuor Modigliani joue sur le quatuor des Évangélistes du luthier Jean-Baptiste Vuillaume, prêté par la Swiss Global Artistic Foundation. Il joue à présent sur des instruments de Giovanni Battista Guadagnini (violon de 1773), Alessandro Gagliano (it) (violon de 1734), Antonio Mariani (alto de 1660) et Matteo Goffriller (violoncelle "ex-Warburg" de 1706).
En 2011, le quatuor crée le festival de Saint-Paul de Vence qui associe manifestations de musique classique et de jazz et dont il assure depuis la direction artistique, de même que celui du festival de musique de chambre d'Arcachon.
En 2014, le quatuor Modigliani se voit confier la direction artistique des Rencontres musicales d'Evian. Après treize ans d'interruption, le festival créé en 1976 par Antoine Riboud et longtemps dirigé par Mstislav Rostropovitch entame une nouvelle ère sous l'impulsion conjointe de l'Evian Resort et du quatuor Modigliani.
En septembre 2016, Philippe Bernhard se retire du quatuor. Amaury Coeytaux (alors supersoliste de l'Orchestre philharmonique de Radio France) le remplace en tant que premier violon au 1er décembre 2016.
Depuis 2020, il assure la direction artistique du Concours international de quatuors à cordes de Bordeaux qui se produit tous les deux ans.

## Discographie
- Schumann, Quatuor op. 41 no 1 ; Wolf, « Serenade Italienne » ; Mendelssohn, Quatuor op. 44 no 1 (28 novembre/4 décembre 2005, Nascor/Ysaÿe Records) (OCLC 226103864)
- Haydn, Quatuors op. 76 no 4 « Lever de soleil », op. 74 no 3, « Le cavalier », op. 54 no 1 (janvier 2008, Mirare MIR 065)[11] (OCLC 658992686)

Lauréat du Grand prix international du disque de musique de chambre de l'Académie Charles-Cros
- Mendelssohn, Quatuors en la mineur op. 13, en fa mineur op. 80, Capriccio op. 81 no 3 (mai 2010, Mirare MIR 120) (OCLC 708366618)
- Brahms, Quintette avec piano op. 34 ; Zwei Gësange op. 91 - avec Jean-Frédéric Neuburger, piano ; Andrea Hill, mezzo-soprano (janvier 2011, Mirare MIR 130) (OCLC 801778669)
- Intuition : Arriaga, Quatuor no 2 ; Mozart, Quatuor no 6 K. 159 ; Schubert, Quatuor no 4 D. 46 (septembre 2011, Mirare MIR 168) (OCLC 802982285)
- Debussy, Quatuor en sol mineur ; Ravel, Quatuor en fa majeur ; Saint-Saëns, Quatuor no 1 (avril/septembre 2012, Mirare MIR 188) (OCLC 830426249)
- Haydn, Quatuors op. 50 no 1, op. 76 no 1, op. 77 no 1 (21-24 avril 2013, Mirare) (OCLC 891142837)
- Dvořák, Quatuor no 12 « Américain » ; Bartók, Quatuor no 2 ; Dohnányi, Quatuor no 3 op. 33 (septembre 2015, Mirare) (OCLC 985453050)
- Schumann, Quatuors à cordes op. 41 (avril 2017, Mirare) (OCLC 1015231021)

## Sources
- Cet article est partiellement ou en totalité issu du site Biographie du Quatuor Modigliani, le texte ayant été placé par l’auteur ou le responsable de publication sous la licence de documentation libre GNU ou une licence compatible.